# Проточі
Проточі́ — село в Україні, в Могилівській сільській територіальній громаді Дніпровського району Дніпропетровської області. Площа — 2,0 км², домогосподарств — 160, населення — 229 осіб.

## Географія
Село Проточі знаходиться в місці перетину каналу Дніпро - Донбас і нового русла річки Оріль, нижче за течією річки на відстані 2,5 км розташоване село Гречане, на протилежному березі каналу - село Могилів. Поруч проходить автомобільна дорога Т 0412.

## Історія
Село так назване через те, що в 17 столітті на його території була Протовчанська фортеця. Перша письмова згадка про населений пункт датується 1720 роком. Тоді тут було 50 дворів.

## Населення

### Мова
Розподіл населення за рідною мовою за даними перепису 2001 року:
| Мова       | Кількість | Відсоток |
| ---------- | --------- | -------- |
| українська | 242       | 97.58%   |
| російська  | 5         | 2.02%    |
| білоруська | 1         | 0.40%    |
| Усього     | 248       | 100%     |

## Соціальна сфера
В селі працює фельдшерсько-акушерський пункт.